# Get Rich or Die Tryin' (soundtrack)
Music from and Inspired by the Motion Picture Get Rich or Die Tryin'  je originalan naziv soundtracka iz filma Get Rich or Die Tryin' u kojem glavnu ulogu glumi 50 Cent. Nema nikakve sličnosti s 50 Cent-ovim albumom iz 2003. Get Rich or Die Tryin', osim u nazivu.

## Singli
| #  | Naziv                                 | Izvođač                                                   | Producent(i)                           | Trajanje |
| -- | ------------------------------------- | --------------------------------------------------------- | -------------------------------------- | -------- |
| 1  | "Hustler's Ambition"                  | 50 Cent                                                   | B-Money "B$"                           | 3:57     |
| 2  | "What If"                             | 50 Cent                                                   | Nick Speed                             | 3:05     |
| 3  | "Things Change"                       | Spider Loc featuring 50 Cent & Lloyd Banks                | Black Jeruz & Sha Money XL             | 3:59     |
| 4  | "You Already Know"                    | Lloyd Banks featuring 50 Cent & Young Buck                | The Outfit                             | 4:15     |
| 5  | "When Death Becomes You"              | M.O.P. featuring 50 Cent                                  | Kickdrums Productions & Recognize Reel | 3:05     |
| 6  | "Have a Party"                        | Mobb Deep featuring 50 Cent & Nate Dogg                   | Fredwreck                              | 3:55     |
| 7  | "We Both Think Alike"                 | 50 Cent featuring Olivia                                  | DJ Khalil                              | 3:05     |
| 8  | "Don't Need No Help"                  | Young Buck                                                | Hi-Tek & J. R. Rotem                   | 2:50     |
| 9  | "Get Low"                             | Lloyd Banks                                               | All-Star                               | 3:56     |
| 10 | "Fake Love"                           | Tony Yayo                                                 | K.O.                                   | 3:20     |
| 11 | "Window Shopper"                      | 50 Cent                                                   | C. Styles & Sire                       | 3:10     |
| 12 | "Born Alone, Die Alone"               | Lloyd Banks                                               | Havoc                                  | 3:00     |
| 13 | "You a Shooter"                       | Mobb Deep featuring 50 Cent                               | Sha Money XL                           | 3:05     |
| 14 | "I Don't Know Officer"                | 50 Cent featuring Lloyd Banks, Prodigy, Spider Loc & Mase | Jake One                               | 4:32     |
| 15 | "Talk About Me"                       | 50 Cent                                                   | Dr. Dre & Mike Elizondo                | 3:41     |
| 16 | "When It Rains, It Pours"             | 50 Cent                                                   | Dr. Dre, Che Vicious & Mike Elizondo   | 4:02     |
| 17 | "Best Friend" (dodatni singl)         | 50 Cent                                                   | Hi-Tek                                 | 4:11     |
| 18 | "I'll Whip Ya Head Boy" (bonus track) | 50 Cent featuring Young Buck                              | Ron Browz                              | 3:56     |